# Karārī
Karārī är en ort i Indien.   Den ligger i distriktet Kaushambi District och delstaten Uttar Pradesh, i den centrala delen av landet, 500 km sydost om huvudstaden New Delhi. Karārī ligger 109 meter över havet och antalet invånare är 14 403.
Terrängen runt Karārī är mycket platt. Runt Karārī är det tätbefolkat, med 709 invånare per kvadratkilometer. Närmaste större samhälle är Sarāi Ākil, 11,7 km sydost om Karārī. Trakten runt Karārī består till största delen av jordbruksmark.